# Frederique van der Wal
Frederique van der Wal (Den Haag, 30 augustus 1967) is een Nederlands fotomodel, presentatrice en actrice.

## Model
Van der Wal werd vooral bekend door haar werk voor bladen zoals Vogue en Cosmopolitan en voor de lingeriecatalogus Victoria's Secret. Foto's van haar verschenen op honderden tijdschriftomslagen. Ook was zij betrokken bij campagnes van onder andere Revlon, Guess en MCI.
Op 22 mei 2008 ontving zij tijdens de presentatie van de Dutch Model Awards in Amsterdam voor haar internationale modellencarrière de Lifetime Achievement Award.

## Carrière
In 1989 werd Van der Wal aangenomen door Victoria's Secret, dat toen nog een klein lingeriebedrijf was. Hieruit kwam haar eigen badkleding- en lingerielijn voort.
Verder ontwikkelde zij het eerste bloemenmerk ter wereld, Frederique's Choice, dat in april 2008 gelanceerd werd in warenhuis De Bijenkorf.
In 2005 nam Van der Wal tijdens een ceremonie in de Keukenhof een nieuwe, roze lelievariëteit in ontvangst die naar haar was vernoemd, de 'Frederique's Choice'.

## Actrice en presentatrice
Van der Wal speelde mee in verscheidene films, onder andere Wild Wild West met Will Smith en The Million Dollar Hotel met Mel Gibson, Milla Jovovich en Amanda Plummer. Ook speelde zij een rol in de film Celebrity van Woody Allen, samen met Charlize Theron.
Voor het Amerikaanse Discovery Network produceerde en presenteerde zij diverse televisieprogramma's, onder andere The Invisible Journey With Frederique op Travel Channel (over hoe bloemen hun weg vinden van de kweker naar de klant) en Covershot op TLC.
Van der Wal was in 2003 The Mole in de Amerikaanse versie (derde seizoen) van Wie is de Mol?

## Opleiding
Van der Wal vertrok na haar middelbare school (Maerlant-Lyceum) naar New York, waar zij begon aan haar carrière in combinatie met enkele studies, waaronder kunst en business science.